# Piper calcariformis
Piper calcariformis är en pepparväxtart som beskrevs av M. Tebbs. Piper calcariformis ingår i släktet Piper och familjen pepparväxter. Inga underarter finns listade i Catalogue of Life.